# Sabathu
Sabathu é cidade no distrito de Solan, no estado indiano de Himachal Pradesh.

## Geografia
Sabathu está localizada a 30° 58′ N, 76° 59′ L. Tem uma altitude média de 1265 metros (4150 pés).

## Demografia
Segundo o censo de 2001, Sabathu tinha uma população de 5720 habitantes. Os indivíduos do sexo masculino constituem 67% da população e os do sexo feminino 33%. Sabathu tem uma taxa de literacia de 86%, superior à média nacional de 59,5%: a literacia no sexo masculino é de 91% e no sexo feminino é de 77%. Em Sabathu, 9% da população está abaixo dos 6 anos de idade.